# Incendie de la Garderie ABC
 (juin 2023).
La mise en forme du texte ne suit pas les recommandations de Wikipédia : il faut le « wikifier ».
Les points d'amélioration suivants sont les cas les plus fréquents. Le détail des points à revoir est peut-être précisé sur la page de discussion.
- Les titres sont pré-formatés par le logiciel. Ils ne sont ni en capitales, ni en gras.
- Le texte ne doit pas être écrit en capitales (les noms de famille non plus), ni en gras, ni en italique, ni en « petit »…
- Le gras n'est utilisé que pour surligner le titre de l'article dans l'introduction, une seule fois.
- L'italique est rarement utilisé : mots en langue étrangère, titres d'œuvres, noms de bateaux, etc.
- Les citations ne sont pas en italique mais en corps de texte normal. Elles sont entourées par des guillemets français : « et ».
- Les listes à puces sont à éviter, des paragraphes rédigés étant largement préférés. Les tableaux sont à réserver à la présentation de données structurées (résultats, etc.).
- Les appels de note de bas de page (petits chiffres en exposant, introduits par l'outil «  Source ») sont à placer entre la fin de phrase et le point final[comme ça].
- Les liens internes (vers d'autres articles de Wikipédia) sont à choisir avec parcimonie. Créez des liens vers des articles approfondissant le sujet. Les termes génériques sans rapport avec le sujet sont à éviter, ainsi que les répétitions de liens vers un même terme.
- Les liens externes sont à placer uniquement dans une section « Liens externes », à la fin de l'article. Ces liens sont à choisir avec parcimonie suivant les règles définies. Si un lien sert de source à l'article, son insertion dans le texte est à faire par les notes de bas de page.
- La présentation des références doit suivre les conventions bibliographiques. Il est recommandé d'utiliser les modèles {{Ouvrage}}, {{Chapitre}}, {{Article}}, {{Lien web}} et/ou {{Bibliographie}}. Le mode d'édition visuel peut mettre en forme automatiquement les références.
- Insérer une infobox (cadre d'informations à droite) n'est pas obligatoire pour parachever la mise en page.

Pour une aide détaillée, merci de consulter Aide:Wikification.
Si vous pensez que ces points ont été résolus, vous pouvez retirer ce bandeau et améliorer la mise en forme d'un autre article.
L'incendie de la Garderie ABC a eu lieu le 5 juin 2009 à Hermosillo, Sonora, Mexique. Dans l'incendie, 49 enfants  sont morts et 106 ont été blessés, tous d'entre cinq mois et cinq ans. Il s'agit d'un incendie qui s'est déclaré dans un entrepôt attenant appartenant au gouvernement de l'État de Sonora pendant le mandat d'Eduardo Bours Castelo (es) et la présidence de Felipe Calderón Hinojosa et au maire de Hermosillo de l'époque, Ernesto Gándara Camou (es). La crèche privée fonctionnait sous le modèle de subrogation de l'Institut Mexicain de Sécurité Sociale depuis le 6 août 2001.
Selon la Cour suprême de justice du Mexique (SCJN),sur un total de 19 fonctionnaires initialement impliqués, aucun n'a été poursuivi pour cet acte, car ils avaient tous été disculpés , jusqu'à ce que 21 des 22 accusés soient ensuite condamnés par le système judiciaire mexicain en raison de la pression sociale.

## Faits

### Antécédents

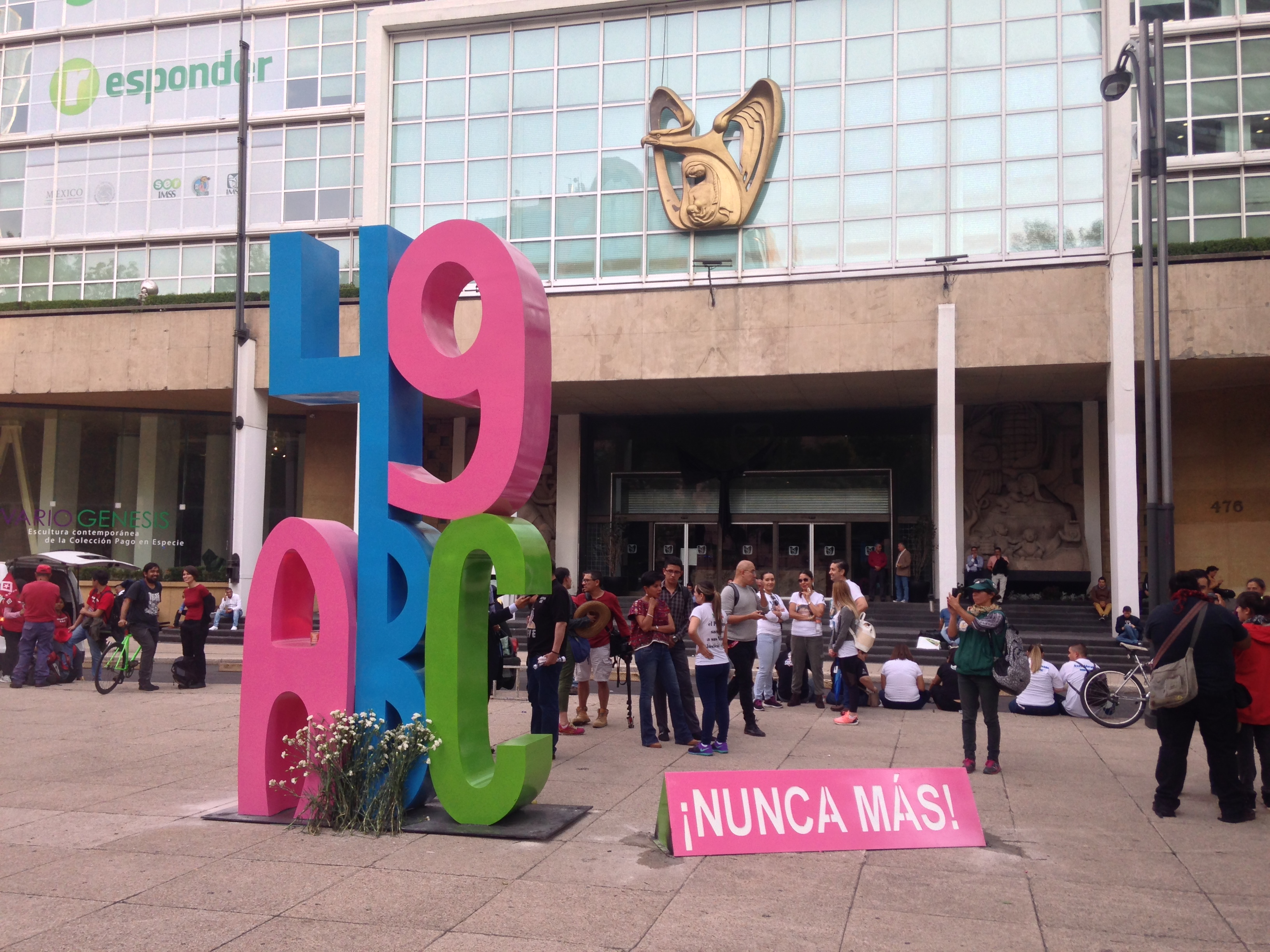
Anti-monument installé devant le siège de l'Institut mexicain de sécurité sociale à Mexico le 5 juin 2017 par les parents des victimes. Cet institut avait la responsabilité du lieu de garde en vertu du modèle de subrogation.

Parmi les services offerts par l'Institut mexicain de sécurité sociale (IMSS) figure la crèche pour les enfants des mères bénéficiaires de la sécurité sociale.
Au moment de l'incident, l'IMSS disposait de 134 crèches conventionnelles et de 1 500 crèches subrogées, c'est-à-dire concédées à des particuliers par l'institut. Cette modalité a débuté en 1983, mais depuis 2003, après une modification de la loi générale de l'IMSS, les crèches subrogées se sont multipliées avec l'assouplissement des exigences pour en créer une et la réduction du montant que l'IMSS investissait par enfant, ce qui a entraîné une saturation, une détérioration de la qualité des soins aux enfants et une réduction du nombre de personnel dans les crèches. En juin 2009, les crèches de l'IMSS fonctionnaient dans le désordre et en ce qui concerne "l'octroi de contrats, le fonctionnement et la surveillance ou le contrôle" de ces crèches, seules 14 d'entre elles étaient conformes à la réglementation, tandis que 49,9 % ne disposaient pas d'un certificat de protection civile valide et que seules 407 étaient agréées par les pompiers locaux. Quelque 223 000 enfants étaient pris en charge par l'IMSS selon les deux modalités et, selon les conclusions des Juges de la Cour Suprême (SCJN), il existait un lien direct entre la situation irrégulière des centres de jour sous-traités et l'incendie de la garderie ABC. L'IMSS payait environ 422 000 pesos par mois pour le fonctionnement de la crèche, qui était surpeuplée. Sur 196 places autorisées, la crèche accueillait environ 220 enfants.
Le contrat de subrogation pour la crèche ABC a été signé par Juan Molinar Horcasitas et les partenaires de la crèche, légalement associés en 2006.

### L'incendie
Les heures sont exprimées en GMT -7, heure locale de Sonora
Sur le terrain situé à l'angle des rues Ferrocarrileros et Mecánicos, dans le quartier Y Griega de Hermosillo, Sonora, la garderie ABC fonctionnait depuis le 6 août 2001, une garderie subrogée par l'IMSS à une société civile privée constituée par les citoyens Marcia Matilde Altagracia Gómez del Campo Tonella - proche de Margarita Zavala, épouse du président de la République du Mexique de l'époque, Felipe Calderón, et du gouverneur de l'État de Sonora de l'époque, Eduardo Bours -, Sandra Luca Téllez Nieves et Gildardo Francisco Urquides. Le bâtiment de la garderie était partagé par un entrepôt d'archives du département du contrôle des véhicules du département du Trésor du gouvernement de l'État de Sonora, dans lequel étaient conservées les plaques d'immatriculation des véhicules et des archives. Cette installation a été créée en 2002, une date postérieure à la création de la garderie, et au moment de l'incendie, elle ne disposait ni d'extincteurs ni d'alarmes d'incendie. Les employés ont travaillé de 8 heures le matin du 5 juin jusqu'à environ 14 h 35 pour ranger les plaques d'immatriculation et, lorsqu'ils sont partis, ils affirment avoir éteint les systèmes d'air conditionné.
Selon la version officielle, l'incident s'est produit vers 15 heures, alors que les enfants faisaient la sieste dans la crèche, et qu'un système de refroidissement de la salle de stockage, qui contenait cinq tonnes de documents, des plaques d'immatriculation et trois véhicules, a surchauffé. La surchauffe a fait fondre l'aluminium du moteur du système, provoquant la chute de fragments enflammés sur les archives. L'incendie s'est propagé dans l'entrepôt et s'est étendu à la maison d'enfants, qui accueillait 176 enfants et une cinquantaine d'employés. Les flammes ont fait fondre l'isolation en polystyrène du toit de la crèche, et le feu et les fumées toxiques ont envahi la zone. Des témoins oculaires affirment avoir entendu une explosion,, puis le début de l'incendie et un épais panache de fumée noire, ce qui a alerté et encouragé les personnes à proximité à se précipiter sur les lieux, y compris les entreprises voisines telles qu'une station-service située à l'angle opposé.

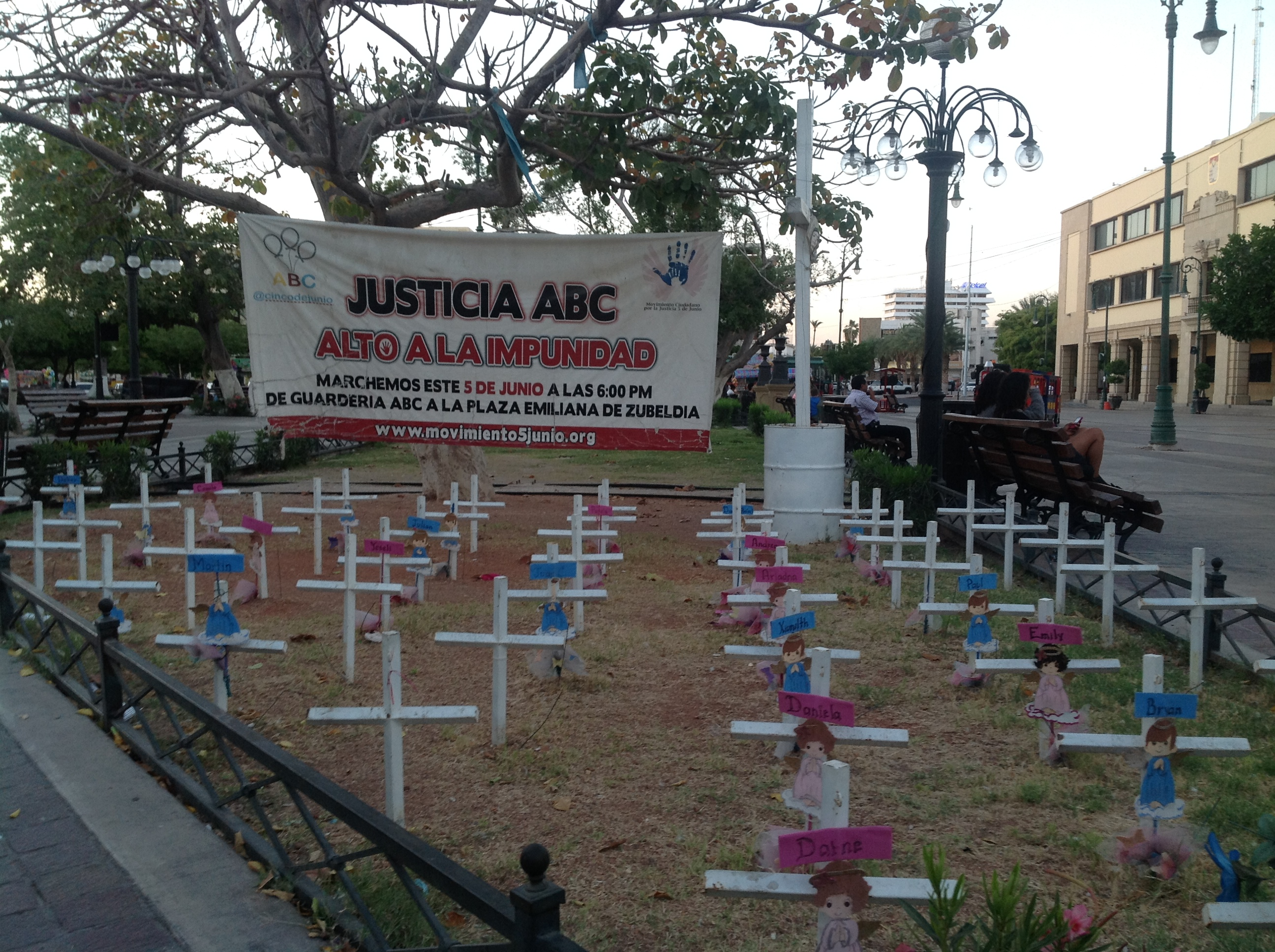
Croix des enfants morts dans l'incendie de la Garderie ABC placées sur la place Zaragoza face au Palais de Gouvernement de Hermosillo, Sonora, Mexique

L'absence de détecteurs de fumée, d'extincteurs et de sorties de secours adéquates, ainsi que la rapidité de l'incendie due aux matériaux inflammables avec lesquels l'entrepôt était construit, ont causé la mort des enfants, la plupart par asphyxie,,.
Les voisins des maisons et des entreprises voisines ont été les premiers à arriver sur les lieux pour effectuer les travaux de sauvetage, suivis par les sauveteurs, les ambulanciers et la police, qui ont aidé les enseignants et les assistants à sauver d'autres enfants en vie. Mais l'absence d'issues de secours les a empêchés de pénétrer dans la crèche en flammes, si bien que des citoyens des zones voisines se sont chargés d'essayer de faire sortir les victimes de la conflagration qui étaient restées à l'intérieur.
Le travail de Francisco López Villaescusa et de son père Héctor Manuel López, qui ont fait des trous dans les murs de la crèche pour faire sortir plus d'enfants avec une camionnette,, ainsi que celui de Juan López Trujillo "El Cayetano", qui a sauvé environ huit enfants des flammes, sont à souligner.
Le personnel de la crèche lui-même a tenté de faire sortir les enfants du bâtiment du mieux qu'il pouvait, dans une situation de chaos général. Au fil des minutes, les parents des enfants sont arrivés sur les lieux, beaucoup d'entre eux étant soignés à l'extérieur du site de l'incendie. Les voisins des maisons voisines ont tenté de réconforter les parents des victimes et de les aider à communiquer avec leurs familles. Des véhicules privés et des voitures de police ont même participé au déplacement des enfants qui avaient été secourus à l'intérieur du bâtiment.
Une heure plus tard, le maire de Hermosillo, Ernesto Gándara, arrive sur les lieux et exprime publiquement sa tristesse. Vers 16 heures, les premières informations officielles commencent à circuler. Eduardo Bours, alors gouverneur, a présenté ses condoléances depuis l'Arizona, où il se trouvait pour une réunion de travail. Pendant ce temps, des parents sans nouvelles de leurs enfants parcourent les hôpitaux de la capitale sonorienne à la recherche d'informations.
Le 6 juin 2009, certains des enfants reçoivent la visite du président Felipe Calderón et de la première dame Margarita Zavala, qui déclarent que le Mexique est en deuil et promettent de rendre justice et de punir les coupables. Ce jour-là et le lendemain, la plupart des services funéraires pour les victimes commencent.
Le 9 juin, les propriétaires du garderie ont tenu une conférence de presse. Ils ont déclaré qu'ils ne savaient pas que la structure présentait un risque et que les investissements qu'ils avaient réalisés avec d'autres partenaires répondaient à un intérêt justifié.

## Conséquences

### Décès
Au total, 49 enfants sont morts, 24 filles et 25 garçons, principalement d'asphyxie due à la fumée toxique.

### Séquelles
Près de 70 enfants survivants ont été hospitalisés pour des blessures graves, ainsi que 5 adultes. Vingt-six enfants ont été traités pour intoxication et environ 30 enfants ont été transportés d'urgence aux États-Unis pour y recevoir des soins spécialisés pour des brûlures plus ou moins graves. De nombreuses victimes souffrent d'affections qui nécessiteront un traitement à vie. Le gouvernement de Mexique s'est engagé à prendre en charge les frais de ces enfants gravement blessés.

### Réactions au drame
- Le président Felipe Calderón a exprimé ses condoléances dans les heures qui ont suivi la tragédie.

« Nos pensées, nos actions et nos prières accompagnent les familles qui vivent aujourd'hui cette effroyable épreuve. En tant que Mexicain, en tant que père de famille, en tant que président de la République, je suis véritablement attristé et consterné depuis que j'ai été informé de cette tragédie. »

— Felipe Calderón Hinojosa.
- Le pape Benoît XVI a exprimé sa tristesse pour la mort des enfants et a envoyé son soutien aux parents des victimes, puis s'est dit profondément attristé par une telle situation dans un télégramme envoyé à l'archevêque de Hermosillo.
- Lors de la cérémonie marquant le premier anniversaire de la tragédie, le gouverneur nouvellement élu, Guillermo Padrés, a présenté des excuses publiques aux parents et aux victimes[31].

#### Réactions citoyennes

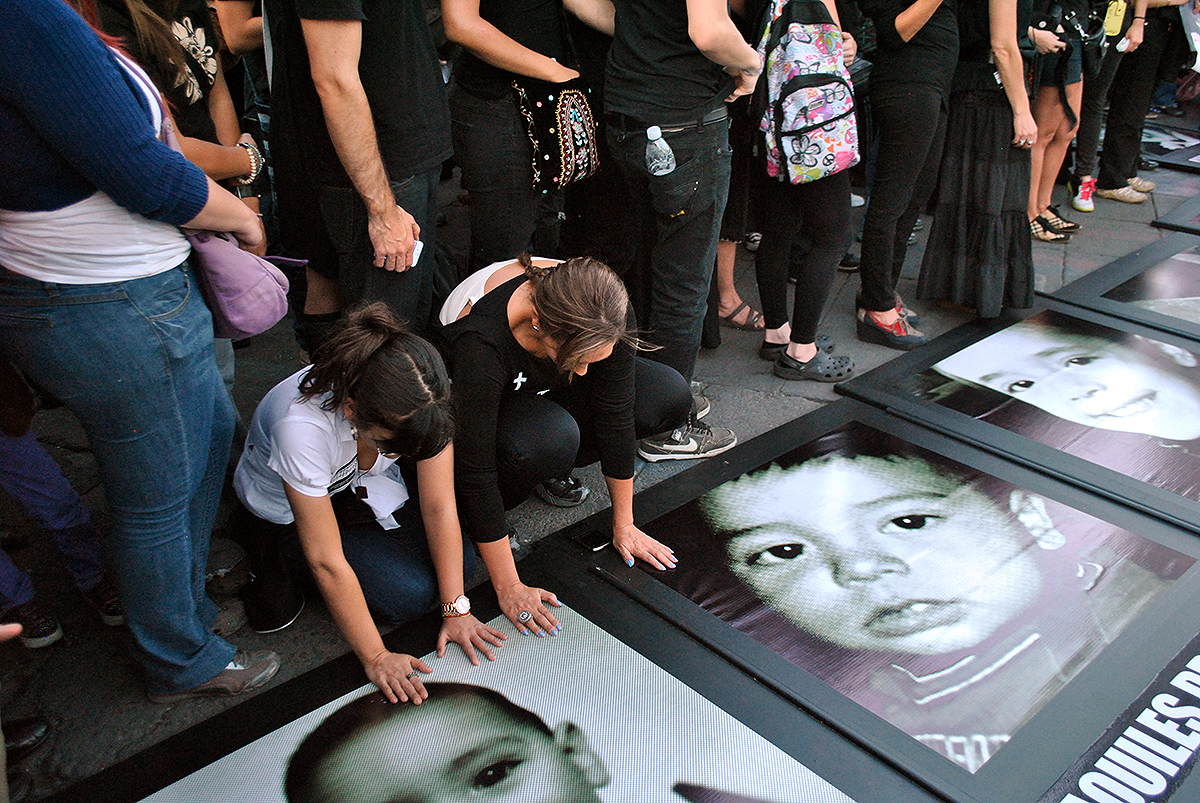
Manifestation dans la Place de la Constitution le 5 juin 2013.

Quelques jours plus tard, les parents des victimes ont formé divers mouvements sociaux regroupés en organisations qui se consacrent depuis lors à la recherche de la justice pour cet incident. Parmi ces organisations figurent le "Movimiento Ciudadano por la Justicia 5 de junio A.C." et Manos Unidas por Nuestros Niños (Mains unies pour nos enfants).
Parmi les actions menées depuis 2009 par la société civile autour de cette affaire, on peut citer des marches dans les principales villes du Mexique, des festivals culturels, des conférences d'information, des entretiens de soutien psychologique, des sit-in, des promenades à vélo, ainsi qu'un travail juridique visant à réglementer devant les différentes instances (exécutives, législatives, judiciaires) les éventuelles sanctions demandées par le Movimiento Ciudadano por la Justicia 5 de junio A.C.

### Responsabilités juridiques
Le samedi 18 juillet 2009, Daniel Karam Toumeh, directeur général de l'IMSS, a licencié Carla Rochín Nieto, coordinatrice nationale des crèches, et Sergio Salazar Salazar, directeur des prestations économiques et sociales de l'IMSS.
Ils ont également été démis de leurs fonctions à la suite de la tragédie :
- Arturo Leyva, délégué de l'État de Sonora de l'IMSS
- Emigdio Martínez, chef delegationale de Prestations Économiques et Sociales
- Noemí López, coordinatrice delegationale de Garderies
- Delia Irene Botello, coordinatrice zonal de Garderies en Hermosillo

Le 6 août 2009, à la demande des parents des enfants victimes de l'incendie, l'assemblée plénière de la Cour suprême mexicaine de justice de la nation a ouvert sa propre enquête, car il s'agissait d'une procédure appropriée qui n'aurait que des effets informatifs et non contraignants, indépendamment des enquêtes qui ont été menées. Le rapport a révélé qu'au moment de la tragédie, il existait un désordre généralisé dans l'attribution des contrats de garde d'enfants à des particuliers par l'IMSS, ainsi que dans la supervision et le contrôle de la protection civile dans ces espaces.
En juin 2012, trois ans plus tard, seuls des responsables mineurs ont été inculpés pour cette tragédie, et seule Delia Irene Botello a été emprisonnée de 2011 à 2014, date à laquelle elle a été libérée en raison de la disparition de certaines données. Aucun tribunal fédéral ou d'État n'a accepté de poursuivre les copropriétaires de la garderie ABC - qui comprenaient des membres du cabinet de l'ancien gouverneur de Sonora, Eduardo Bours, et l'épouse du président, Margarita Zavala - comme l'avaient demandé certains parents des enfants décédés.
Lors des élections présidentielles de 2012, Josefina Vázquez Mota a mis à l'écart Juan Francisco Molinar Horcasitas en raison du préjudice que son rôle dans l'affaire de l'incendie de la crèche aurait pu causer à la candidate,. Les parents des victimes ont alors souligné qu'à leur avis, tant Molinar que Lozano Alarcón, dont l'agence était chargée de superviser les conditions de sécurité de la garderie incendiée, portaient une responsabilité politique similaire à celle de l'ancien chef de l'IMSS.
Le 12 août 2015, le ministère public fédéral a demandé au juge Ricardo Ruiz del Hoyo Chávez d'engager des poursuites pénales contre 22 employés de la garderie ABC, les accusant de coups et blessures, car il considérait qu'ils n'avaient rien fait pour sauver la vie des enfants. Le juge chargé de l'affaire a rejeté l'accusation, au contraire. Parmi les accusés se trouvaient le directeur, des éducateurs, des pédagogues, des cuisiniers, des nettoyeurs, un concierge et une infirmière
Le 14 mai 2016, le tribunal du premier district de l'État de Sonora a prononcé des peines allant de 20 à 29 ans de prison à l'encontre de 19 des 22 personnes impliquées dans l'affaire.
Ceux-ci sont:
- Le chef du département des crèches de l'Institut mexicain de sécurité sociale - 29 ans de prison.
- Le délégué de l'État de Sonora de l'Institut mexicain de sécurité sociale - 28 ans d'emprisonnement.
- Le représentant légal (28 ans de prison) et le secrétaire du conseil d'administration de la garderie ABC (28 ans de prison).
- Le directeur de la protection civile du secrétariat de la mairie de Hermosillo - 28 ans d'emprisonnement.
- Le directeur du service des pompiers de Hermosillo - 28 ans d'emprisonnement.
- Le chef de service rattaché au service des pompiers de Hermosillo - 28 ans d'emprisonnement.
- Le chef de l'unité de protection civile de l'État - 28 ans d'emprisonnement.
- Le directeur de l'inspection et de la surveillance de la mairie de Hermosillo - 28 ans d'emprisonnement.
- Les employés de la zone de contrôle des véhicules et de l'agence fiscale du département du Trésor du gouvernement de l'État de Sonora - 20 ans d'emprisonnement.
- Le directeur général du recouvrement des impôts et le directeur adjoint du contrôle des véhicules - 20 ans d'emprisonnement.

Seules les superviseurs de la zone des crèches de l'IMSS, Irene Botello Amante, Yadira Barreras et Irma Crescencia Díaz Gámez, n'ont pas été condamnées à une peine de prison et pourraient même être acquittées de tous les chefs d'accusation.

#### Jugements citoyens
Le 5 mai 2010, des groupes de citoyens ont organisé un procès citoyen dans la ville d'Hermosillo, sans valeur juridique. Après avoir délibéré à différentes tables de travail et procédé à une évaluation des actions des différentes autorités impliquées dans l'incendie, ils ont déclaré plusieurs fonctionnaires coupables de leur participation présumée, ainsi que les propriétaires de la crèche eux-mêmes, émettant une condamnation publique avec des effets informatifs. Le 29 mai 2011, à Mexico, un autre tribunal de citoyens composé d'activistes, de juristes et d'universitaires a condamné diverses agences gouvernementales, tandis que Daniel Karam Toumeh et Molinar Horcasitas ont été condamnés à des travaux d'intérêt général et à une interdiction d'exercer une fonction publique.

### Enquêtes

#### Première enquête
La première enquête réalisée par le parquet mexicain a établi que l'incendie avait été causé par la surchauffe d'un système de refroidissement dans l'entrepôt situé à côté de la garderie,.

#### Seconde enquête
Les 4 et 5 janvier 2010, l'expert et consultant américain David Smith a établi dans un second rapport d'expertise qu'il n'y avait aucune preuve d'une activité électrique comme cause de l'incendie et a trouvé des preuves que le feu avait pu se déclencher intentionnellement dans des boîtes d'archives dans l'entrepôt,,. Le travail d'expert de David Smith a été officiellement intégré au dossier d'incendie par le Parquet Général de la République. Le 13 mai 2010, lors d'une visite à Hermosillo, le secrétaire de l'Intérieur de l'époque, Fernando Gómez-Mont, a soutenu l'hypothèse de l'incendie criminel,.

#### Troisième enquête
Sous la pression de divers groupes de victimes, le bureau du procureur mexicain a demandé une troisième enquête à LWG Consulting procédure à laquelle se sont opposés les parents des victimes, affirmant qu'ils n'en avaient pas été informés, comme la loi mexicaine les y obligeait, selon eux.

### Deuil National
Le 3 juin 2010, un décret a été publié dans le Diario Oficial de la Federación par lequel "un jour de deuil national a été déclaré le 5 juin, en raison de la tragédie survenue à la "Guardería ABC, Sociedad Civil" à Hermosillo, Sonora, le 5 juin 2009" et "en signe de deuil national, il a été convenu que le drapeau national serait mis en berne le 5 juin de chaque année".

### Loi du 5 juin
Grâce à l'activisme des parents des victimes et des organisations citoyennes, la loi générale sur la prestation de services d'attention, de soins et de développement intégral des enfants, le cadre juridique qui régit le fonctionnement des crèches au niveau national, a été profondément modifiée après la tragédie. Il a été publié au Journal officiel de la Fédération le 27 octobre 2011. Bien qu'il y ait parfois eu un manque de clarté dans la réglementation, le texte a été soumis à l'Assemblée plénière du Sénat, qui l'a ensuite approuvé et promulgué.